# Claes Jacob Raab
Claes Jacob Raab, född 1747, död 2 juni 1804, var en svensk militär och ämbetsman samt landshövding i Blekinge län från 1789 till 1800.
Claes Jacob Raab var framgångsrik i Slaget vid Hogland och blev därför 1788 befordrad  till överste i admiralitetet. Han agerade för Gustav III vid riksdagen 1789 och blev samma år utsedd till landshövding i Blekinge län.
Han agerade energiskt för att återbygga Karlskrona efter den stora branden där 1790. Han  slarvade med de allmänna medel han ansvarade för och tvingades år 1800 begära avsked.
Han ärvde  efter sin far Marielund i Nättraby, och 1803 köpte han Ryssbylund norr om Kalmar. Han var far till Adam Christian Raab. 